# Anelasmocephalus crassipes
Espèce
Synonymes
- Trogulus crassipes Lucas, 1846
- Trogulus annulipes Lucas, 1846
- Anelasma oblongum Sørensen, 1873
- Anelasmocephalus bicarinatus Simon, 1879

Anelasmocephalus crassipes est une espèce d'opilions dyspnois de la famille des Trogulidae.

## Distribution
Cette espèce se rencontre en Algérie, en Tunisie et au Maroc.

## Description
Le syntype mesure 4,5 mm.
Les mâles mesurent de 3,0 à 4,3 mm et les femelles de 3,4 à 5,3 mm.

## Systématique et taxinomie
Cette espèce est décrite sous le protonyme Trogulus crassipes par Hippolyte Lucas en 1846. Elle est placée dans le genre Anelasmocephalus par Carl Friedrich Roewer en 1923.
Trogulus annulipes, Anelasma oblongum et Anelasmocephalus bicarinatus sont placées en synonymie par Jochen Martens (de) et Claudio Chemini en 1988.

## Publication originale
- Hippolyte Lucas, « Histoire naturelle des animaux articulés », dans Exploration scientifique de l'Algérie pendant les années 1840, 1841, 1842 publiée par ordre du Gouvernement et avec le concours d'une commission académique, vol. 1 : Sciences physiques, Zoologie, Paris, Imprimerie nationale, 1846, p. 89-271.